# 大坪镇 (汝城县)
大坪镇，是中华人民共和国湖南省郴州市汝城县下辖的一个乡镇级行政单位。

## 行政区划
大坪镇下辖以下地区：
黄屋村、东沤村、上祝村、联村、鲁塘村、平湾村、谭屋村、毛家村、城溪村、李屋村、新南村、五桂村、下祝村、大坪村、官路村、欧村、山口村、隆兴村、堆上村和溪头村。